# Wylezin (Mazovie)
Pour les articles homonymes, voir Wylezin.
Wylezin (prononciation : [vɨˈlɛʑin]) est un village polonais de la gmina de Tarczyn dans le powiat de Piaseczno de la voïvodie de Mazovie dans le centre-est de la Pologne.
Il se situe à environ 9 kilomètres à l'ouest de Tarczyn (siège de la gmina), 24 kilomètres au sud-ouest de Piaseczno (siège du powiat) et à 34 kilomètres au sud-ouest de Varsovie (capitale de la Pologne).
Le village compte approximativement une population de 100 habitants.

## Histoire
De 1975 à 1998, le village appartenait administrativement à la voïvodie de Varsovie.